# Rivaliserende gode
Et rivaliserende gode er et gode, hvor en persons forbrug udelukker eller formindsker en anden forbrugers forbrug af varen. For eksempel er en befærdet vej et rivaliserende gode, da en ekstra bil på vejen sænker farten for de andre. En ubefærdet vej ikke et et rivaliserende gode, da det ikke betyder noget for den enkelte bilist, om der har været en anden på vejen for en halv time siden.
Et æble et er andet eksempel på et rivaliserende gode. Hvis en person har spist et æble udelukker det andre fra at spise det samme æble. De fleste "almindelige varer" er rivaliserende goder.
Et Offentligt gode og et naturligt monopol er 'ikke' rivaliserende.
En fælles ressource og et privat gode 'er' rivaliserende.